# TROS Radio Online
TROS Radio Online was een radioprogramma van de TROS dat op zaterdagmiddag werd uitgezonden op Radio 1. De uitzendingen werden gepresenteerd door Peter de Bie en Francisco van Jole, terwijl Marie-Claire van den Berg iedere week een internettoepassing testte. De laatste uitzending vond plaats op zaterdag 4 september 2010.
Het programma begon in 1995  met Francisco van Jole en Jan van Thiel als presentatoren. In 2004 werd Jan van Thiel vervangen door Peter de Bie.
Het programma had iedere week een aantal items over internet die op dat moment in het nieuws waren, en een aantal gasten in de studio die iets nieuws met internet kwamen verduidelijken. Onder andere Wikipedia is een aantal maal onderwerp geweest.
Wie de winnaar van de Libris Literatuur Prijs 2004 zou worden werd in dit programma vroegtijdig bekendgemaakt, nadat de makers het juryrapport online hadden gevonden. In datzelfde jaar versprak de zogeheten DDoS-hacker Eric de V. zich tijdens een live uitzending, wat tot een bekentenis leidde. De hacker werd in maart 2005 veroordeeld. 
In de aanloop naar de verkiezingen voor het Europees Parlement organiseerde het programma op 30 mei 2009 een debat tussen de lijsttrekkers via Twitter. Kandidaten reageerden via Twitter op stellingen, luisteraars konden daar weer op reageren via een chat-website, en sommige kandidaten vertelden in de uitzending over hun Twittergedrag. 

## Einde uitzendingen
Het zenderschema per september 2010 betekende het einde van Radio Online, daarin kwam het programma niet meer terug. Naast Radio Online verdwenen ook Kassa van de VARA, Stand.café, De Andere Wereld en Kruispunt om - volgens de NPO - ruimte te maken voor Omroep MAX, PowNed en WNL.
Annemieke Hier (NPO 3FM) · Avondconcert (NPO Radio 4/NPS) · BIS! (NPO Radio 4) · Dance Classics Party Request (NPO 3FM) · De radioshow van Bart (NPO 3FM) · Een Goedemorgen Met... (NPO Radio 4) · Gouden Uren (NPO Radio 2) · Jong Talent (NPO Radio 4/KRO) · Kamerbreed (NPO Radio 1) · Mega Top 50 (NPO 3FM) · Middagconcert (NPO Radio 4/NPS) · Muziek Aan Tafel (NPO Radio 4) · Muziekcafé (NPO Radio 2) · Nieuwsshow (NPO Radio 1) · NL (NPO Radio 2) · Opmaat Van 4 (NPO Radio 4) · Top 50 Op 4 (NPO Radio 4) · Radio Online (NPO Radio 1) · Weekend DNA (NPO 3FM/NPS) · Zaterdagmatinee (NPO Radio 4/NPS/AVRO)